# エドモン・バーイエンス
エドモン・バーイエンス（Edmond Baeyens, 1913年4月1日 - 1987年6月20日）は、ベルギー出身のチェロ奏者。
アントウェルペンの生まれ。音楽教師だった父エミールに音楽の基礎教育を受け、4歳でチェロを始めた。地元の音楽院を経てパリでモーリス・マレシャルに師事。1931年にリリカ賞、1935年にトニー・クローゼ賞を受賞して、エリザベート王妃シャペル・ムジカーレのチェロ奏者に任命された。また、ベルギー国立放送協会のオーケストラでも首席チェロ奏者となり、ソリストとしてもベルギー国内外で活躍した。1948年にはモンス音楽院の教授となり、1951年からは母校のアントウェルペン音楽院で教鞭をとった。
ブリュッセル近郊コルテンベルクにて死去。